# Manufactura de seda de Tomioka

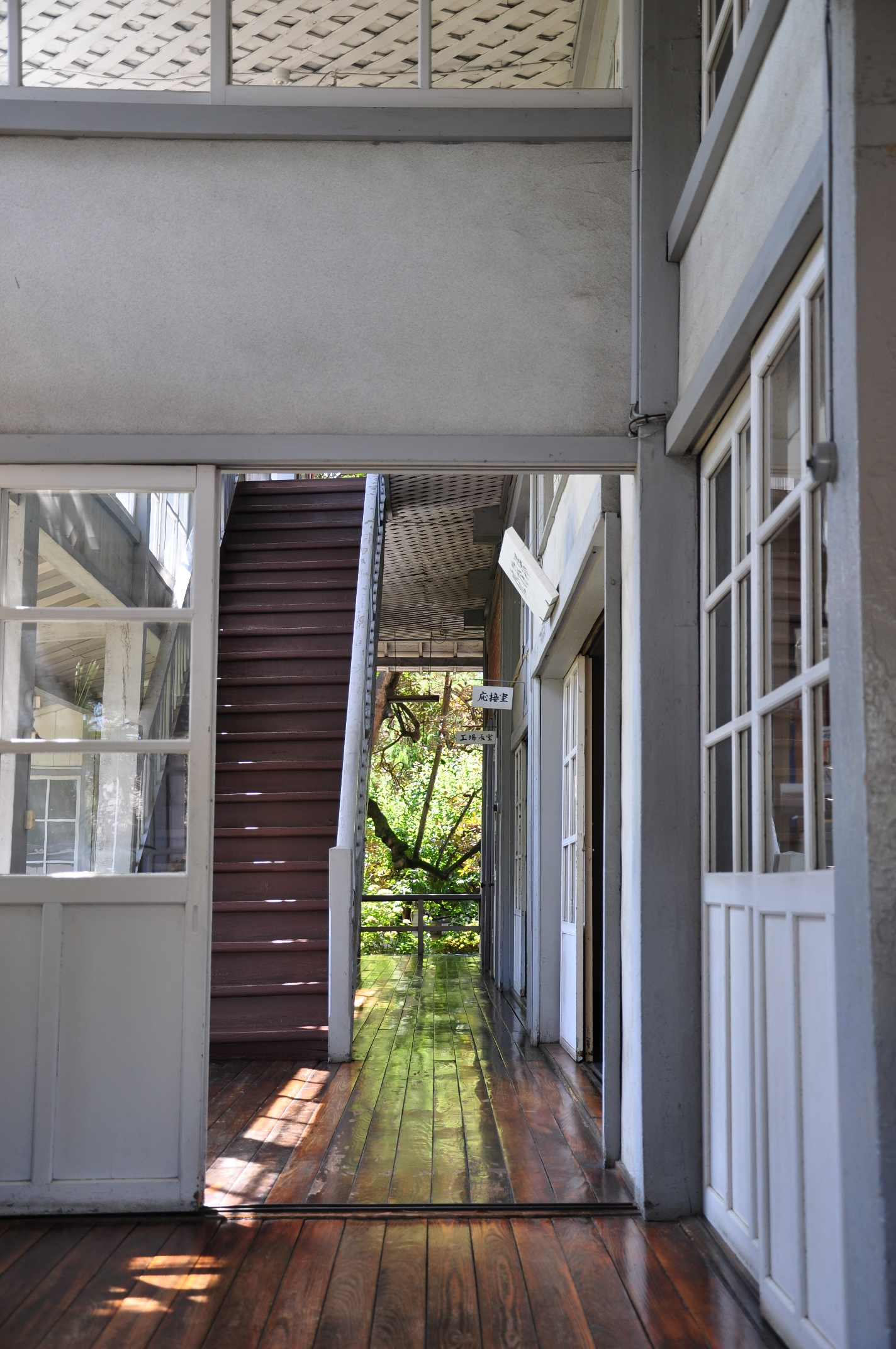
Sección de oficinas del edificio.

La Manufactura de seda de Tomioka es la fábrica moderna de hilado de seda más antigua de Japón, inaugurada en 1872 por el gobierno japonés para implantar máquinas de hilado modernas desde Francia y extender esa tecnología por el país. Recibió de parte del gobierno la designación como sitio histórico y todos sus edificios se encuentran en muy buen estado de conservación. Es una gran fábrica en la antigua ciudad de Tomioka, en la prefectura de Gunma, Japón, que se encuentra a unos 100 km al noroeste de Tokio.

## Historia
Poco después de la Restauración Meiji a finales del siglo XIX, el gobierno japonés aceleró la modernización de Japón para ponerse a la altura de las naciones europeas. La seda bruta japonesa era la exportación más importante y era el principal factor del crecimiento de la economía japonesa de la época. A pesar de ello, durante este auge la industria de la seda japonesa comenzó a sacrificar la calidad de la seda en beneficio de la cantidad, lo que perjudicó notablemente la reputación de Japón como productor de seda bruta. Como resultado, el gobierno nacional decidió fundar la manufactura de seda de Tomioka como modelo de fábrica hilandera equipada con la maquinaria más sofisticada para mejorar así la calidad de la seda.
En 1870, Paul Brunat, que trabajaba en la compañía francesa de Yokohama, buscó lugares adecuados para la manufactura de seda en la región de Kantō y escogió el ubicado en la ciudad de Tomioka entre los candidatos.
La construcción comenzó en 1871, terminó en julio del año siguiente y tres meses después la fábrica ya había comenzado a funcionar. Al principio había en el edificio 150 máquinas de hilado de seda que formaban una devanadora automática de 140 metros de largo en el centro de la fábrica, la mayor del mundo en aquel momento. Casi 400 operarias operaban las máquinas de la manufactura y su forma de vida quedó registrada en el diario de una de ellas, Wada Ei.
La manufactura de seda de Tomioka se concentraba en ofrecer seda bruta de alta calidad. Pero aunque su seda gozaba de buena reputación en el extranjero, desde el principio se dieron siempre pérdidas económicas. Incluso tras reducir los costes siguió sufriendo déficits crónicos, razón por la que el gobierno decidió privatizar la manufactura y transfirió el negocio al Grupo Mitsui en 1893. En 1902 fue transferida de nuevo, del Grupo Mitsui a la Compañía Hara.
En 1939 (14º año de la Era Showa), el edificio volvió a cambiar de dueño y pasó a ser propiedad de Industrias Katakura, la mayor compañía de hilado de seda de Japón. La manufactura de seda de Tomioka contribuyó activamente al crecimiento de la economía de Japón durante y después de la Segunda Guerra Mundial. La fábrica fue cerrada en marzo de 1987, pero en su condición de lugar histórico se mantuvo en buen estado de conservación. 
El gobierno japonés designó en 2005 la manufactura de seda de Tomioka como sitio histórico y fue transferida a la ciudad de Tomioka. El 21 de junio de 2014 pasó a ser parte del Patrimonio de la Humanidad de la Unesco con el nombre de Manufactura de seda de Tomioka y sitios conexos.